# Luke Charlesworth
Luke Charlesworth (* 4. Februar 1992) ist ein neuseeländischer Badmintonspieler.

## Karriere
Luke Charlesworth gewann bei den neuseeländischen Badmintonmeisterschaften 2011 Silber im Mixed mit Mary O’Connor. Ein Jahr später erkämpfte er sich Silber im Herreneinzel. Bei der Ozeanienmeisterschaft 2012 wurde er Dritter im Einzel. 2012 qualifizierte er sich mit seiner Nationalmannschaft auch für die Endrunde des Thomas Cups, schied dort jedoch in der Gruppenphase aus. 2014 wurde er neuseeländischer Einzelmeister.